# Contaminación térmica

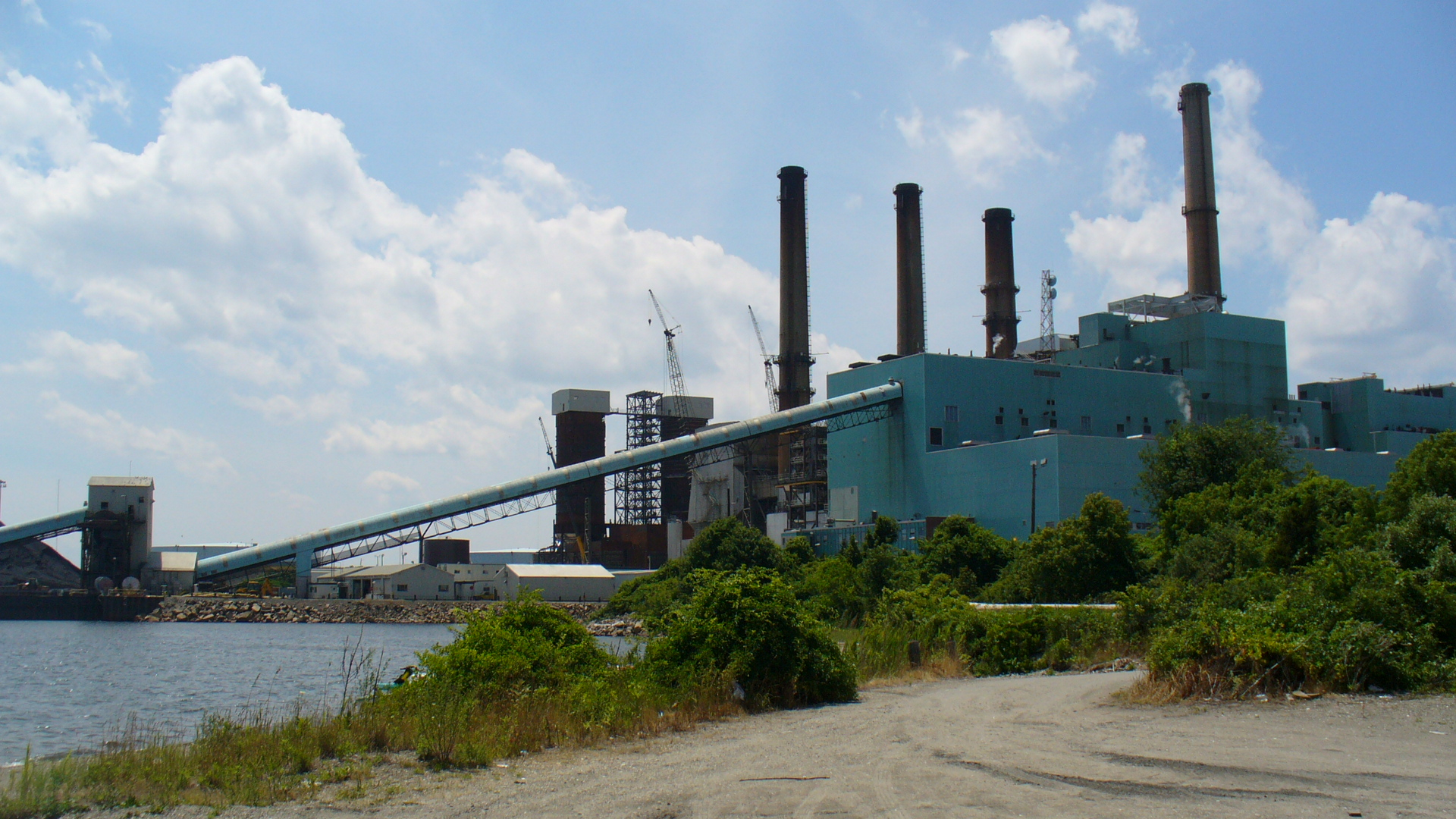
La central eléctrica de Brayton Point en Massachusetts vertía agua caliente a la bahía de Mount Hope hasta 2011. La central se cerró en junio de 2017.

La contaminación térmica se produce cuando un proceso altera la temperatura del medio de forma indeseada o perjudicial.  
Un cambio artificial de la temperatura puede tener efectos negativos para algunos seres vivos en un hábitat específico ya que cambia las condiciones naturales del medio en que viven. Estos cambios de temperatura provocan un «shock térmico» en los ecosistemas. Por ejemplo: un aumento en la temperatura del agua reduce la solubilidad de oxígeno en ella, además un aumento en el metabolismo de los animales acuáticos que los lleva a consumir más alimento reduciendo los recursos del ecosistema. Varias especies de peces evitan las zona de descarga de aguas calientes provocando una reducción de la biodiversidad en el área afectada. 
El medio más habitual donde se produce es en el agua, ya que el aire se disipa más fácilmente. Pero también es posible, por ejemplo, cuando se concentra una gran cantidad de aparatos de aire acondicionado y estos expulsan el calor hacia la calle.
Las centrales térmicas necesitan refrigeración ya que no convierten toda la energía química en electricidad (solo entre un 20-60 %) y el resto en calor. El agua es un buen medio para disipar el calor, es accesible y tiene una gran inercia térmica. Por eso estas centrales se sitúan cerca de un río o el mar. Para disminuir el impacto antes de verter el agua caliente en el río o el mar, se suele pasar por una torre de evaporación que disminuye en parte la temperatura. Sin embargo, concentra las sales del río o el mar alterando las propiedades físico-químicas del agua. La temperatura de salida está regulada y se han llegado a parar temporalmente centrales nucleares porque en algunos días de verano el caudal del río era escaso y la temperatura subía demasiado.
Otro proceso que necesita eliminar calor es el licuado de gases. En el otro extremo está la devolución de agua excesivamente fría. En algunas plantas de regasificación de gas natural, se utiliza un gran volumen de agua de mar y se devuelve más fría. Es el deterioro de la calidad del aire o del agua ambiental, ya sea por incremento o descenso de la temperatura, afectando en forma negativa a los seres vivientes y al ambiente. Los cambios climáticos son una consecuencia de estos desequilibrios.